# Semibulbus
Semibulbus là một chi nhện trong họ Oonopidae.